# علي بدر
علي بدر هو كاتب وروائي عراقي، حصل على شهرة واسعة النطاق بسبب رواياته وأعماله الأدبية. ولد في بغداد، وعاش فيها حتى انتقاله إلى أوروبا في بلجيكا، بعد ترجمة أعماله إلى لغات عديدة، دشن تيار ما بعد الحداثة في الرواية العربية، وأعماله وثيقة الصلة بحياته من جهة، ومن جهة أخرى هي مرآة عاكسة للحياة الاجتماعية والثقافية والسياسية في العراق. تدور جميع رواياته في بغداد وتتخذ من الطبقة الوسطى موضوعًا لها، فقد سخّر رواياته لرسم صور مهمة عن التاريخ الثقافي والاجتماعي والسياسي للعراق.

## حياته
ولد علي بدر في بغداد، درس في مدارس القديس يوسف في الكرادة الشرقية، أنهى دراسته للأدب الفرنسي في جامعة بغداد، ثم أكمل دراسة الفلسفة في جامعة بروكسل في بلجيكا.

## أعماله
حاز علي بدر على العديد من الجوائز وترجمت أعماله إلى خمس عشرة لغة أجنبية بينها الإنكليزية والفرنسية والهولندية والإيطالية والأسبانية والروسية والكورية والصينية والفارسية والكردية والتاميلية وغيرها.
أصدر إلى هذا اليوم تسعة عشر رواية، ومجموعة قصصية واحدة، وست دراسات فلسفية، وثلاث مسرحيات، وديواني شعر، وكتب العديد من الدراسات في الصحف العربية والعالمية مثل الحياة، الأخبار، السفير، اللموند، الليبراسيون، الواشنطن بوست، الصنداي تايمز، والإندبندنت.
عمل محررًا أدبيًا في العديد من دور النشر العربية والأجنبية، مثل دار أربر دو بارول، وباربوس، ورياض الريس، المؤسسة العربية، دار المدى، وأسهم في تأسيس دار ألكا ودار الهدف. كما أنه اشترك في إصدار العديد من الأنطلوجيات بمختلف اللغات. سافر وعاش في بيروت، وعمان، وأديس أبابا، ولييج، ونيويورك، وبرلين، وأمستردام، يقيم حاليًا في مدينة بروكسل حيث عمل فيها كاتبًا في المسرح القومي البلجيكي، وعضوًا في برلمان الكتاب العالمي.
صدرت روايته الأولى بابا سارتر في بيروت عن دار رياض الريس في العام 2001، وقد طبعت أكثر من اثنتي عشرة طبعة. وتهدف الرواية لمعالجة الوعي الثقافي الزائف وأثر التيار الوجودي على المثقفين العراقيين في الستينيات. وحازت هذه الرواية على جائزة الدولة للآداب في بغداد عام 2001، وجائزة أبو القاسم الشابي في العام ذاته ، وتُرجمت إلى لغات عديدة.
في العام 2002 صدرت في بيروت روايته الثانية (شتاء العائلة) التي تصدت إلى تهدم ونهاية الطبقة الارستقراطية البغدادية في الخمسينيات، وقد حازت على جائزة الإبداع الروائي في الإمارات العربية المتحدة في العام 2002 ، ثم صدرت روايته الطريق إلى تل المطران في العام 2003 في بيروت أيضًا، ثم صدرت رواية الوليمة العارية التي تعالج موضوع انشقاق المثقفين بين العلمانية والدولة الدينية في القرن التاسع عشر وبدايات القرن العشرين.
في عام 2005 صدرت روايته صخب ونساء وكاتب مغمور وهي رواية ساخرة عن حياة آخر جيل من المثقفين العراقيين في التسعينيات.
في العام 2006 صدرت روايته مصابيح أورشليم وهي عن المفكر الفلسطيني إدوارد سعيد وانشقاق المثقفين العراقيين حوله عقب دخول قوات التحالف إلى بغداد وسقوط النظام العراقي فرح داغر (10 نوفمبر 2006). "علي بدر يضيء «مصابيح أورشليم»... ويخترع التاريخ". الأخبار اللبنانية. ع. 75. مؤرشف من الأصل في 2009-04-21. اطلع عليه بتاريخ 2018-03-26.
في العام 2007 صدرت روايته الركض وراء الذئاب وتتحدث هذه الرواية عن تقرير صحفي يقوم به بطل الرواية عن الشيوعيين العراقيين الذي وصلوا أديس أبابا نهاية السبعينيات هربًا من جحيم صدام حسين.
ثم صدرت روايته رواية حارس التبغ، في العام 2008، وهي الرواية الأكثر إشكالية؛ ذلك أنها تصدت لموضوع الهويات والصراع الطائفي في العراق، وقد ترجمت إلى لغات عديدة منها الإنكليزية والفرنسية والبولونية والصينية والكردية.
وفي العام 2009 صدرت رواية ملوك الرمال، عن مواجهة بين فصيل من الجيش العراقي ومجموعة من البدو أثناء حرب الخلبج الثانية.
في العام 2010 صدرت روايته الجريمة الفن وقاموس بغداد، تتحدث عن المدارس الفلسفية والأسرارية في بغداد في العصر العباسي، حيث تبدأ أحداث الرواية في القرن السادس الهجري، مع وصول الرسالة الثالثة والخمسين المفقودة من رسائل أخوان الصفا على ظهر السفينة مراد مرسومة بريشة الرسام يحيى الواسطي، فينشب نزاع بين رؤساء الطائفة الخواجية.
وفي العام 2011 صدرت روايته الحادية عشرة بعنوان أساتذة الوهم، وهي رواية عن الشعر والحب والموت في العراق، تدور أحداثها في بغداد في العام 1987، وتتحدث عن مجموعة جنود شعراء، يقتلون جميعهم أثناء الحرب العراقية الإيرانية إلا واحدًا يروي الأحداث فيما بعد، وذلك بعد أن يتسلم رسالة من طالبة تدرس الأدب الروسي، وتريد أن تعقد مقارنة بين شعراء روس من ضحايا الفترة الستالينية والحرب العالمية الثانية مع شعراء عراقيين عاشوا الثمانينيات في بغداد أو قتلوا في الحرب العراقية الإيرانية.

## شخصياته الروائية
يستمد علي بدر أفكاره من خليط نظري بين تياري ما بعد الحداثة وتيار ما بعد الاستعمار، وهو يرتكز في كتاباته إلى نصوص مهمة من كتابات مثل هومي بابا وغياتري سبيفاك وغيرهم، ولذلك عدت رواياته نوعًا من الكتابة الباروكية القائمة على إحياء الأصوات المقموعة والمهمشة في الحياة الاجتماعية والثقافية والسياسية، كما أنها ترسم بدقة الحياة الثقافية والسياسية في بغداد، حيث المقاهي والملاهي والحانات والأقبية والفنادق والمسارح والشوارع، وترسم بصورة دقيقة حياة العائلات البغدادية، سواء كانت ثرية أم فقيرة، وتتنقل رواياته بين مناطق فارهة وأخرى مهدمة، بين زواريب الفقر ومنازل الأرستقراطيين، وهنالك على الدوام هذا الخليط الأثني لبغداد، عائلات مسيحية ومسلمة ويهودية تعيش على خلفية الأفكار الوجودية والشيوعية والقومية، وتتناحر على خلفية الصراعات الطبقية والأثنية والسياسية وتعيش التقلبات السياسية الطاحنة والثورات.
اشتهرت روايته بابا سارتر التي صدرت طبعتها عن دار رياض الريس في بيروت بشخصياتها الغريبة، ومع أنها ترسم صورة واضحة للحياة الاجتماعية في بغداد، إلا أنها قدمت شخصيات مميزة للأدب العربي: منها:
حنا يوسف ذو السحنة الغريبة وصديقته الخليعة نونو بهار، عبد الرحمن الفيلسوف العراقي عاشق الفلسفة الوجودية وتلميذ جان بول سارتر، دلال مصابني الراقصة التي تقلبت حياتها بتقلب السياسة والأفكار في بغداد، إسماعيل حدوب الوضيع والانتهازي الذي تنقل من الشيوعية إلى الوجودية، شاؤول اليهودي الشيوعي الذي يريد أن يقيم على الأرض مملكة السعادة، إدمون عاشق تروتسكي الذي كان يريد أن يصنع الثورة ويحطم كل شيء، نادية خدوري الجميلة التي أصبحت ضحية من ضحايا هواة الأفكار والتقليعات الثقافية. .

## أسلوبه الفني
من قرأ روايات العراقي علي بدر ووقع في فخ المطابقة بينها وبين الواقع أخطأ الطريق التي في إمكانها أن تقود إلى الهدف الذي يكتب من أجله بدر. لم يكن البعض من هؤلاء القراء إلا ضحايا لعبة ابتكرها الروائي، واستطاع من خلالها أن يمزج الخيال الفني بالواقع، ليستخرج من ذلك المزيج وقائعه الشخصية، التي هي وقائع متخيلة على رغم أن هناك أكثر من خيط يمتد بينها وبين الواقع.
مسعاه هو أن يضع قراءه في مصيدته ويخضعهم لعالمه، الذي هو حاضنة عيش لمواد جاهزة يجمعها من أماكن مختلفة، تماماً مثلما يفعل فنانو ما بعد الحداثة. غير أن ذلك العالم هو أشبه بماكنة كبيرة تدخل إليها المواد الأولية من جهة لتخرج من جهة أخرى على شكل بضائع.
بضاعة علي بدر هي صنيعه الفني: رواياته الإحدى عشرة، بدءاً من بابا سارتر (صدرت طبعتها الأولى عام 2001 عن دار رياض الريس) وانتهاء بأسانذة الوهم صدرت في العام 2011. ما فعله علي في روايته الأولى كرر فعله في روايته الأخيرة: الذهاب إلى الواقعة عن طريق الوثيقة أو بما يوحي بها.
في طريقة أو في أخرى كان بدر ينكر داخل رواياته أي إمكان متاح للتصرف، وهو ذكاء منه، هدفه تضليل القارئ، للذهاب به مستسلماً إلى نقطة اللاعودة. فعلي بدر الذي يكتب بطريقة تشنجية، متوترة وسريعة في تقريريتها يصنع لقرائه مصيراً منحازاً، أو هو ما يخطط له ضمناً. في بابا سارتر كانت سخريته المريرة من ثقافة ستينات القرن الماضي هدفاً، وفي لركض وراء الذئاب استبدل هدفاً آخر بهدف سخريته ذاك «النموذج العراقي من الشيوعية». نوع مختلف من الكتابة الروائية، ذلك الذي يتبعه علي بدر. نوع لم يعتده القارئ العربي، يكتبه كاتب عربي. لذلك وقع القراء إزاءه في حيرة: إما أن يقبلوا به فيكون عليهم حينها أن يقبلوا على أفكار الروائي أو أن يرفضوه فيحرموا أنفسهم من متعة التلصص على حيوات نادرة.
حيادية الكاتب كانت تعبيراً عن مهارته الحرفية «هذا ما يقوله أبطالي وليس أنا من يقول»، لكنه كان أحياناً يفقد السيطرة فتنحرف الرواية عن مسارها لتمتلئ صفحاتها بالكلام المباشر، الذي ينوء بثقل الواقع. وهنا يتحول الصنيع الفني من منجم للرؤى إلى فضاء للأفكار. كتب الروائي صفحات كثيرة، يمكن تفادي قراءتها. فهي بقدر اقترابها المباشر من السياسة كانت تطعن الفن باعتباره خلاصاً. أخلت تلك الصفحات روايته من الجمال. لكنّ خطأ من هذا النوع لا يُسقط عمارة باروكية، بل قد يمتزج بزخارفها ليكون جزءاً ناتئا منها، يراه المرء كما لو كان استعادة لحاجة ضرورية.
علي بدر ماهر في إنشاء ذلك النوع من العمارة، وهو النوع الذي تتخلله الموسيقى من كل الجهات. أحياناً يلجأ إلى حلول سينمائية سريعة مثلما فعل في بابا سارتر. غير أن المصائر التي تنتظر هي غير النسيج الذي يحاك بيدين قلقتين. ولان بدر يكتب روايته مدفوعاً بالوقائع، فإن القارئ وهو يتبعه سرعان ما يدخل في متاهة، يكون الخلاص منها جزءاً من لعبة المصير الذي ينتظر الأبطال. لهاث لا تنقذه اللغة التي يستعملها الروائي أحيانا بأناة تكشف عن ملكة رائعة في الوصف. ولعل كتبه في أدب الرحلات مرتع خصب لتلك الملكة».
يحبس القارئ أنفاسه في صفحات كثيرة وهو يتوقع أن يرى نهاية غير متوقعة تجر كل هذا الخراب الذي تخيله إلى مكان آخر. مكان يكون فيه ذلك الخراب مجرد ذكرى. غير أن الروائي يذهب في تشاؤمه إلى النهاية. فلا الستينات في بابا سارتر كانت منجماً للجمال ولا الثورة في الركض وراء الذئاب هي حلم الفقراء. ما لم يقله أحد من المخيبين يقوله علي بدر: الجمال والثورة هما في مكان آخر. لقد شبه لنا ليس إلا. عدو لذاكرة الآلاف علي بدر هذا. ينزع القناع ولا يصل إلى الوجه، يقترح نهاية للعبة ولا يستبدل لعبة أخرى بها. يستجيب لشروط الفن كلها.[بحاجة لإعادة كتابة]

## روايات
- 2001 بابا سارتر. جائزة أبو القاسم الشابي في تونس. جائزة الدولة للآداب في بغداد.
- 2002 شتاء العائلة، روايته التي حازت على جائزة الإبداع الأدبي في الإمارات.
- 2003 الطريق إلى تل المطران.
- 2004 الوليمة العارية. وقد حصلت هذه الرواية على منحة من مؤسسة الكوندور الثقافية.
- 2005 صخب ونساء وكاتب مغمور.
- 2006 مصابيح أورشليم.
- 2007 الركض وراء الذئاب.
- 2008 حارس التبغ.(القائمة الطويلة الجائزة العالمية للرواية )
- 2009 ملوك الرمال (القائمة الطويلة الجائزة العالمية للرواية 2010)
- 2010 الجريمة، الفن، وقاموس بغداد.
- 2011 أساتذة الوهم.
- 2015 الكافرة.
- 2016 عازف الغيوم.
- 2017 الكذابون يحصلون على كل شيء.
- 2018 حفلة القتلة.[3]
- 2019 صحيفة الغرباء.
- 2020 المدعو إلى مساء السيدة.
- 2021 وداعا عزيزي أكيرا.
- 2022 ما لا يعرفه ماركيز عن السيد غابو.
- 2024 الزعيم (خرائط وأسلحة).

## دراسات
- 2005 أمير نائم وحملة تنتظر.
- 2006 ماسنيون في بغداد. شهادة تقديرية من جامعة نونتر في باريس.
- 2006 خرائط منتصف الليل (رحلات وريبورتاجات صحفية عن إسطنبول وطهران وأثينا والجزائر وقبرص وباريس وأفريقيا).

جائزة ابن بطوطة للأدب الجغرافي من الإمارات العربية المتحدة.
- 2007 شهادات (شهادات عن عراق ما بعد صدام حسين) صدر في برلين عن مؤسسة فرندريش إيبر الألمانية .
- 2008 بين الوطن والمنفى ريبورتاج صحفي مع الصحفية الأميركية شرل مندز.

الميدالية الذهبية لحقوق الإنسان من مؤسسة الإنترنويز .
- 2010 بطاقة دخول إلى حفلة المشاهير.

## مسرحيات
- 2012 مسرحية القاتل الخيالي.
- 2013 مسرحية فاطمة التي اسمها صوفي.

## أفلام
فيلم وثائقي (تحت الرماد) مع المخرج زياد تركي